# 위 무후
위 무후(魏武侯, 기원전 424년 ~ 기원전 370년)는 중국 전국시대 위나라(魏)의 제2대 후작(재위 : 기원전 395년 ~ 기원전 370년)이다. 성은 희(姬), 씨는 위(魏), 휘는 격(撃)이다. 위 문후(魏文侯)의 아들이다.

## 생애
위 문후의 아들로서, 문후가 죽자 재위를 이어받았다. 아들로는 공자 중완(仲緩)과 태자 앵(罃)등이 있다.
명군이었던 아버지 위 문후와 같이 위 무후도 또한 뛰어난 군주였고, 위 무후의 치세에도 위나라는 크게 성장하였다.
그러나, 위 무후의 치세 말기에는 중원에 위치하였던 위나라는, 서쪽은 진나라(秦), 북쪽은 조나라(趙), 동쪽은 제나라(齊), 남쪽에는 초나라(楚)와 한나라(韓)등과 국경을 접하게 되었고, 영토가 확장하는데 쉽게 영토를 얻는 것이 많이 없었다.
그 때문에 전쟁이 끊임 없이 일어났고, 국고에 심각한 부담이 점차 커져서 갔고, 다음 세대로 이끄는 태자 앵(위 혜왕)의 치세에는 패권을 잃는 조짐이 보이기 시작하고 있었다.
| 전 임 위 문후 | 제2대 중국 전국시대 위나라의 군주 기원전 395년 ~ 기원전 370년 | 후 임 위 혜왕 |